# Евреи Боснии и Герцеговины во Второй мировой войне
Евреи Боснии и Герцеговины в период Второй мировой войны подвергались преследованиям и геноциду со стороны германских нацистов, их союзников и боснийских коллаборационистов, в первую очередь хорватских усташей. Кроме этого, евреи стали активными участниками народной-освободительной борьбы в рамках общего югославского движения сопротивления оккупантам и их пособникам.
Итогом Холокоста на территории Боснии и Герцеговины стало уничтожение примерно 10 000—10 500 боснийских евреев (70 % от общего числа). Вместе с тем в 1941 году 384 еврея стали участниками народно-освободительной войны, из них погибли 302 человека. Осенью 1943 года в ряды Народно-освободительной армии Югославии вступили 691 евреев — узников концлагеря «Кампор», из этого числа погибли 86 человек. Ещё 648 евреев из концлагеря «Кампор» стали участниками народно-освободительного движения, из них погибли 33 человека. Из выживших участников войны 65 евреев из Боснии и Герцеговины были носителями Партизанского памятного знака 1941 года. Четверым евреям присвоено звание Народного героя Югославии.

## Оккупация Югославии Германией и Италией
Военные действия против Югославии вермахт начал без объявления войны рано утром 6 апреля 1941 года. Немецкие войска атаковали Югославию с нескольких направлений. 15 апреля немцы пленили вблизи Сараева югославское верховное командование. 17 апреля в Сараеве был подписан акт капитуляции Югославии перед вооружёнными силами стран «оси».
После капитуляции Югославское государство расчленили в ходе германско-итальянских переговоров в Вене 20—22 апреля 1941 года, а на части его разделённых территорий, включая Боснию и Герцеговину, было создано Независимое государство Хорватия (НГХ) с установленным марионеточным режимом власти усташей.

## Холокост в Боснии и Герцеговине

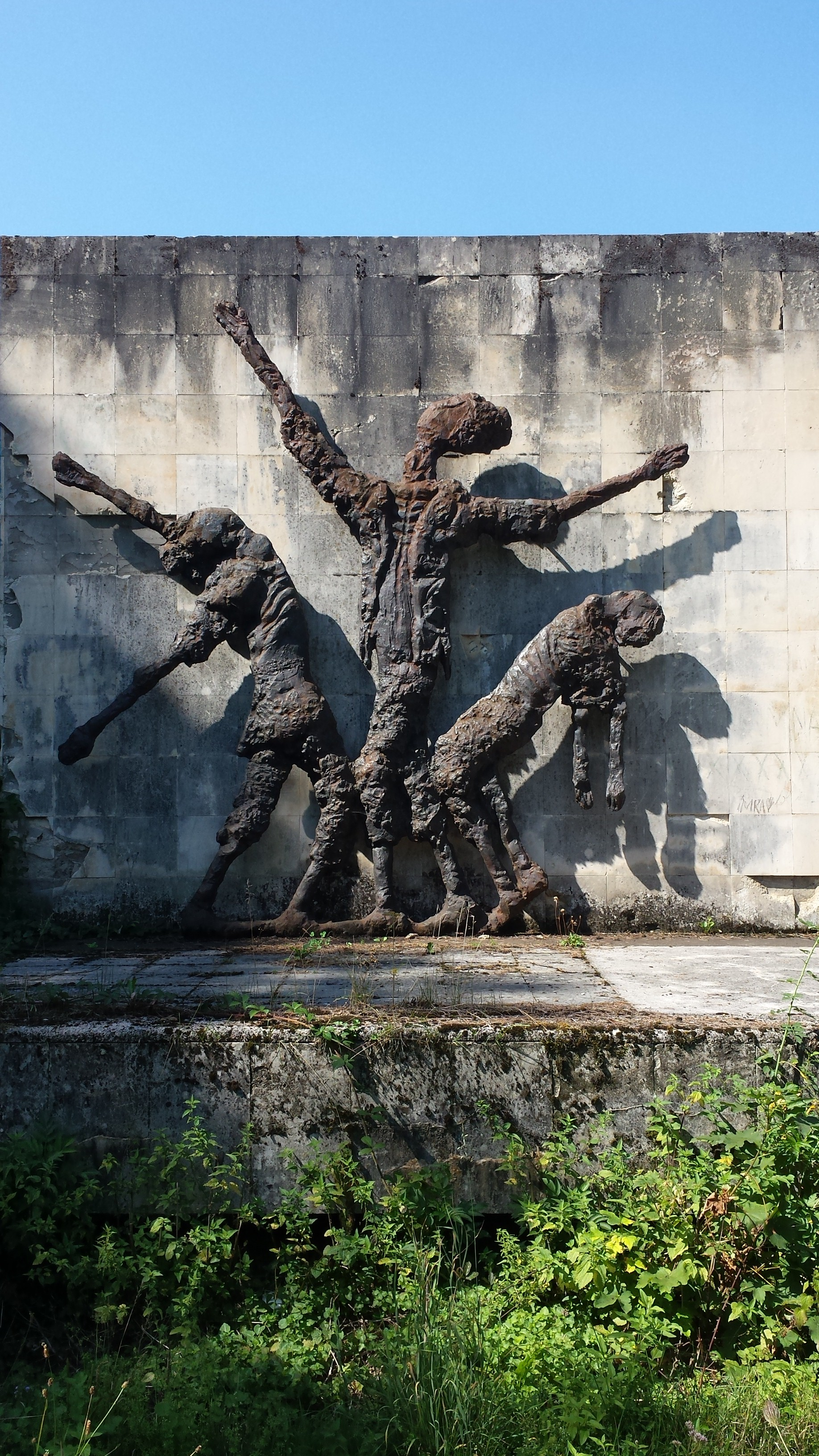
Памятник жертвам концентрационного лагеря Крушчица

До начала войны на территории, включённой в НГХ, проживало около 40 000 евреев. Из них в Боснии и Герцеговине в начале оккупации около 14 500 человек оказались в немецкой зоне. Из этого числа в Сараеве жили около 12 500 человек. В итальянской оккупационной зоне находилось 300 — максимум 400 человек. Численность еврейских беженцев из Германии и других стран Европы, пребывавших в то время в БиГ, не установлена. На территории НГХ представители нацистской Германии возложили задачу решения «еврейского вопроса» на усташскую власть. Большая часть евреев была убита в созданных на территории НГХ концентрационных лагерях, иногда они использовать как транзитные для отправки евреев в лагеря смерти, в частности в Освенцим. Эти события были частью общей политики геноцида нацистов против евреев Европы.
Первые акции против евреев организовала на начальном этапе, с 13 по 24 апреля 1941 года, немецкая оккупационная администрация. Вскоре в этот процесс активно включились новые власти НГХ, в частности Усташская надзорная служба, полиция, жандармерия, судебная система НГХ и др. При этом инициатива, планирование мер и определение их масштаба остались в руках германской службы безопасности, а руководство ходом реализации — в компетенции немецкой тайной государственной полиции — гестапо. Вместе с тем усташи преследовали евреев не потому, что были немецкими марионетками. Как отмечает Александр Корб, они «наоборот, действовали самоуверенно и своевольно». Антиеврейская деятельность усташей оформлялась и радикализировалась в процессе эскалации антисербского насилия. Целью усташского режима была хорватизация и гомогенизация населения НГХ. В мировоззрении лидера хорватских фашистов Анте Павелича не было места чему-то большему, чем католические и мусульманские «хорваты». По этой причине сербы, евреи и цыгане подлежали исключению из хорватского общества. В соответствии с национал-социалистической моделью, которой придерживались усташи, евреи считались врагами государства. Следствием этого стали массовые депортации, интернирования и убийства евреев по всей стране. Процесс депортации в лагеря продолжался до ноября 1941 года. При этом в Сараево местный командир усташей Иван Толь (хорв. Ivan Tolj) отправлял поезда с депортируемыми без согласования с вышестоящим руководством и немцами. Фактически эти поезда, не имея определённого пункта назначения, хаотически перемещались по стране, а люди были заперты в них без еды и воды в холодное время года. Как минимум один из таких поездов вернулся в Сараево, в вагонах живые люди лежали вперемешку с трупами.
Первый концентрационный лагерь на территории БиГ был создан в Крушчице возле Витеза. Через него прошли тысячи евреев. Отсюда их отправляли в концлагеря Джяково, Лоборград, Ясеновац, Освенцим и Берген-Бельзен. Те, кому удалось избежать захвата, бежали в итальянскую оккупационную зону. Там их интернировали в концлагерь Кампор на острове Раб. Большинству из них удалось впоследствии выжить. 8 сентября 1943 года фашистская Италия капитулировала. Этим воспользовались несколько тысяч заключённых евреев, преимущественно из Боснии и Герцеговины. Из числа молодежи сформировали Еврейский Рабский батальон, влившийся в ряды хорватских партизан. Остальные переправились на материковую часть Хорватии, где значительная часть бывших узников вскоре включилась в народно-освободительное движение или присоединилась к партизанским беженствам. Бывшие узники с острова Раб составили большую часть боснийских евреев, переживших Холокост. Другую часть выживших евреев составили те, кто уже в начале восстания вступил в ряды партизан. Лишь небольшому количеству евреев удалось сохранить жизнь, укрываясь на территории БиГ.
Итогом Холокоста на территории БиГ стало уничтожение примерно 10 000—10 500 боснийских евреев (примерно 70 % членов довоенной еврейской общины). До освобождения БиГ в 1945 году дожили около 4000 человек. Историк Эли Таубер отмечал в 2014 году, что это число до сих пор не подтверждено научными исследованиями и оно не включает еврейских беженцев из Сербии, Хорватии и европейских стран, количество которых невозможно даже оценить.

### Спасение и помощь евреям
Процессы спасения евреев в Боснии и Герцеговине включали их обращение в католицизм и ислам, бегство в итальянскую оккупационную зону, спасение еврейских детей, действия праведников, роль францисканцев в попытке предотвращения геноцида, мусульманские резолюции за прекращение гонений евреев, а также участие евреев в народно-освободительной войне и народно-освободительном движении. По заключению Эли Таубера, феномен спасения евреев в Боснии и Герцеговине стал уникальным явлением в истории её народа.
Вместе с тем судьба большей части евреев Боснии и Герцеговины, переживших войну, была связана с югославскими партизанами. Многие из евреев погибали в условиях тяжёлой партизанской войны. Так, сложили свои жизни 77 % сараевских евреев, вступивших в партизанские отряды в 1941 году. Однако, из числа тех, кто присоединился к партизанам осенью 1943 года после освобождения из концлагеря Кампор, выжили около 80 %. Отсутствуют точные данные о евреях, нашедших убежище в партизанских беженствах на Бании и Кордуне, однако по оценке Эли Таубера, выжило около 90 % евреев, эвакуированных ЗАВНОХ с острова Раб. В этой связи историк Эмиль Керени заключает, что «независимо от того, считали ли югославские партизаны Рабскую операцию спасением, факт остаётся фактом — это была одна из крупнейших операций по спасению евреев в гитлеровской Европе». Благодаря политическому решению коммунистов перевезти бывших заключённых острова Раб на контролируемую ими территорию, а также организации поддержки мирных жителей до завершения военных действий, около 2500 евреев пережили войну и избежали участи тех, кто остался на острове.
Люди, спасавшие евреев подвергались чрезвычайной опасности, потому что законы НГХ предусматривали особо суровые наказания за укрывательство евреев или содействие им в бегстве от усташского режима. Признание заслуг этих людей стало возможным после создания в 1948 году Государства Израиль. В 1953 году израильский парламент, принял решение о создании национального мемориала Яд ва-Шем, учреждения по сохранению памяти уничтоженных евреев и тех представителей народов мира, которые, спасая их во время Холокоста, подвергли свою жизнь опасности. В начале 1963 года создали комиссию по оценке заслуг праведников народов мира. В Боснии и Герцеговине праведниками признаны 49 человек.
В спасении евреев принимали участие представители всех конфессий БиГ и различных сфер деятельности. В качестве примеров Эли Таубер отмечает боснийского политика, члена ЮМО и видного деятеля НОД Нурию Поздераца и его жену Девлету, а также «Тузланского Шиндлера» — хорватского юриста Ратимира Делетиса, спасшего 100 евреев в Тузле.

## Участие евреев в народно-освободительном движении
Эли Таубер выделяет два периода включения евреев в народно-освободительное движение: первый, начиная с 1941 года и второй — с 1942 по
конец войны. Условия для вступления евреев в НОД были очень сложными. Связано это было с тем, что преследования евреев, издевательства, аресты и отправки в лагеря начались ещё до восстания и до создания партизанских отрядов, в которые они могли бы вступить. После объявления КПЮ о восстании 12 июля 1941 года на территории БиГ присоединились к НОД или вступили в партизанские отряды только евреи, бывшие членами КПЮ и СКМЮ. Для остальных евреев объективные факторы ограничивали или делали невозможным массовое включение в НОД. Объясняется это тем, что евреи проживали преимущественно в городах, из которых им было трудно пробраться в партизанские отряды. Оккупанты и усташи провели перепись евреев, отправили их на принудительные работы и контролировали присутствие в местах пребывания. Каждый побег карался убийством семей перебежчиков и большого количество еврейских заложников. Для евреев был введён комендантский час и запрет покидать место постоянного проживания без специального разрешения полицейских властей. Получить их евреи не могли. Полиция хватала беглецов, после чего их расстреливали или увозили в концентрационные лагеря, где они погибали. Успешный побег из городов был возможен только через конспиративные цепочки связей. Но они держались в строжайшей тайне. Это делало невозможным массовое включение евреев в партизанские отряды. Таубер отмечает, что определённое количество евреев пыталось по собственной инициативе примыкать к партизанам, но их ловили в пути и убивали.
Имели место случаи, когда большие группы евреев комсомольцев (скоевцев), участников боевых подпольных групп, могли перейти к партизанам. Однако по указанию партийного руководства оставались в городе. Так случилось в Сараеве. Партийное руководство рассчитывало на партизанскую атаку на город. В таком случае члены этих ударных групп должны были помочь партизанам действиями изнутри. В итоге нападения не произошло, а усташи захватили подпольщиков и отправили в концлагеря, где их убили. Одна большая группа еврейской молодежи по своей собственной инициативе отправилась из Сараева в Калиновик для включения в Калиновикский партизанский отряд. Однако в отряд их не приняли и они вернулись в Сараево. По словам секретаря Сараевского горкома компартии Югославии Эсада Ченгича, отказ был инициативой четников, проникших в этот отряд. Такое отношение дезориентировало других евреев, имевших намерение вступить в ряды партизан.
Вместе с тем в условиях жёсткого усташского режима в 1941 году 384 еврея стали участниками народно-освободительной войны, из них погибли 302 человека. Большую часть из них составляли сараевские евреи: партизанами стали 194 человека (из них 139 погибли), ещё 74 присоединились к НОД (69 погибли). Из выживших участников народно-освободительной войны 65 евреев из Боснии и Герцеговины были носителями Партизанского памятного знака 1941 года. Четверо евреев стали народными героями Югославии — это Павле Горанин, Нисим Альбахари, Илия Энгель-Анджич и Самуэль Лерер (Войо Тодорович). Число евреев, вступивших в НОД в 1941 году из других мест БиГ, было относительно небольшим по причине их отправки в концлагеря до начала восстания.
Во втором периоде, с начала 1942 по сентябрь 1943 года, в ряды партизан вступили 52 еврея из Сплита, из которых 16 постоянно проживали в этом городе, а 36 были беженцами. Ещё 30 евреям удалось бежать к партизанам из усташских концлагерей. К НОД присоединились также 28 врачей, направленных усташскими властями в Боснию для борьбы с эндемичным сифилисом. Наибольшее число евреев вступили в ряды НОАЮ и НОД в сентябре 1943 года после освобождения из концлагеря Кампор.

### Узники концлагеря Кампор
С капитуляцией Италии связано самое массовое включение в НОД боснийских евреев, произошедшее после освобождения 8 сентября 1943 года около 3500 еврейских узников из итальянского концлагеря Кампор на острове Раб. Уже 9 сентября еврейская молодежь сформировала здесь Еврейский Рабский батальон в составе 243 бойцов, влившийся в созданную из словенских узников лагеря Рабскую бригаду. По решению ГШ НОАиПО Хорватии еврейский батальон до конца сентября переправили на материк. Учитывая отсутствие у его личного состава военной подготовки, батальон расформировали 3 октября 1943 года, а людей распределили по подразделениям 7-й Банийской дивизии НОАЮ.
Остальные евреи — бывшие узники лагеря — были эвакуированы согласно директиве ЗАВНОХ на освобождённую партизанскую территорию Лики, Кордуна и
Бании. Эвакуация проводилась в конце сентября — начале октября 1943 года. Всего на материк переправили 2839 человек. Из этого числа в НОАЮ сразу вступили 379 человек, которых зачислили в 6-ю Ликскую, 7-ю Банийскую и 8-ю Кордунскую дивизии (из них до конца войны погибли и умерли 40 человек). Таким образом, всего из числа узников концлагеря Кампор в НОАЮ вступили добровольцами 691 человек (из них 91 человек или 13,4 % не дожил до конца войны). Из этого числа 2 еврея стали батальонными комиссарами, 13 — комиссарами рот, 9 — командирами рот, 40 человек заняли различные руководящие должности. Остальных 2460 человек эвакуировали на освобождённую территорию. Там в октябре 1943 года к НОД присоединились 648 человек. Таким образом незадействованными в народно-освободительном движении остались 1812 человек — это были в основном дети, старики и больные люди.

## Комментарии
1. ↑  Примерно 500 евреев решили не эвакуироваться на подконтрольную партизанам территорию. Из них около 300 человек добрались впоследствии до еврейских лагерей для интернированных на юге Италии. Большинство этих людей пережили войну. Остальные, около 200 человек, по большей части слишком слабых или больных, были схвачены нацистами в конце марта 1944 года и убиты в Освенциме. Горстке евреев удалось укрыться на острове Раб с помощью местных жителей и таким образом избежать захвата[20].